# Wildhood
Wildhood (engl. für „Wildnis“) ist ein Filmdrama von Bretten Hannam, das im September 2021 beim Toronto International Film Festival seine Premiere feierte.

## Handlung
Der 16-jährige Link und sein jüngerer Halbbruder Travis, die bei ihrem gewalttätigen Vater Arvin in einem Wohnwagenpark in Nova Scotia groß wurden, machen sich auf die Suche nach ihrer Mutter, eine Mi’kmaw, von der sie glaubten, sie sei tot. Auf ihrer Reise begegnen sie dem 18-jährigen Pasmay und Smokey, die ihnen gemeinsam mit anderen Indigenen bei ihrer Suche helfen. Hierbei entdeckt Link auch sein Mi’kmaw-Erbe wieder und dass er selbst ein Two-Spirit ist.

## Produktion

### Filmstab und Besetzung
Regie führte Bretten Hannam, der auch das Drehbuch schrieb. Es handelt sich nach einer Reihe von Kurzfilmen um sein Spielfilmdebüt. Wildhood ist eine Fortentwicklung seines gleichnamigen Kurzfilms aus dem Jahr 2019.
Phillip Lewitski, der in drei Folgen von Vikings in der Rolle von We'jitu zu sehen war, spielt Link, Avary Winters-Anthony seinen jüngeren Halbbruder Travis und Joel Thomas Hynes ihren Vater Arvin. Savonna Spracklin ist in der Rolle ihrer Mutter Sarah zu sehen, nach der sie suchen. Joshua Odjick spielt Two-Spirit Pasmay, Michael Greyeyes spielt Smokey.

### Dreharbeiten und Filmmusik

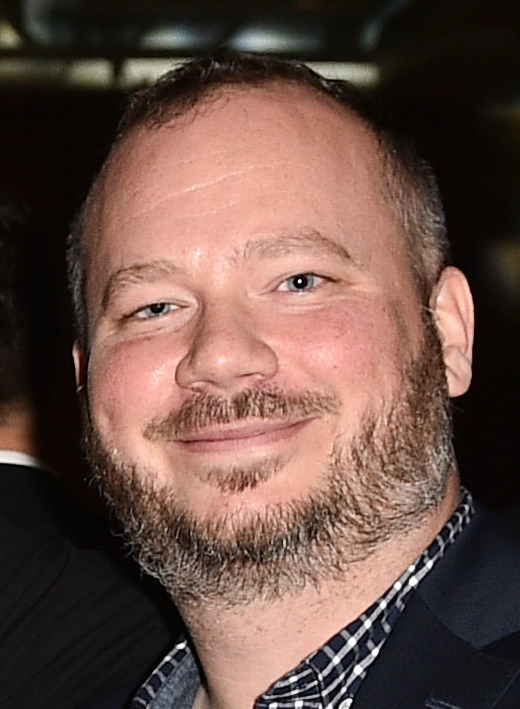
Komponist Neil Haverty

Gedreht wurde ab 12. August 2020 in Nova Scotia, so in Windsor. Während der Dreharbeiten wurde Englisch und Mi’kmaw gesprochen. Als Kameramann fungierte der mehrfach ausgezeichnete Guy Godfree, der zuvor für Filme wie Giant Little Ones arbeitete. Das Szenenbild stammt von Michael Pierson, die Kostüme von Emlyn Murray.
Die Musik steuerten Neil Haverty und seine Indie-Rock-Band Bruce Peninsula bei. Das Soundtrack-Album mit 25 Musikstücken wurde Ende September 2021 als Download veröffentlicht.

### Veröffentlichung
Eine erste Vorstellung erfolgte am 12. September 2021 beim Toronto International Film Festival. Die Rechte an Wildhood sicherte sich vorab Films Boutique. Anfang Oktober 2021 wurde der Film beim Vancouver International Film Festival vorgestellt. Später im Oktober 2021 wurde er beim AFI Fest gezeigt. Im März 2022 wurde er beim London LGBTQIA+ Film Festival vorgestellt. Im April 2022 wurde er beim Seattle International Film Festival gezeigt. Im September 2022 erfolgten Vorstellungen beim Queerfilmfestival.

## Rezeption

### Kritiken
Von den bei Rotten Tomatoes aufgeführten Kritiken sind alle positiv, bei einer durchschnittlichen Bewertung mit 7,5 von 10 möglichen Punkten.

### Auszeichnungen

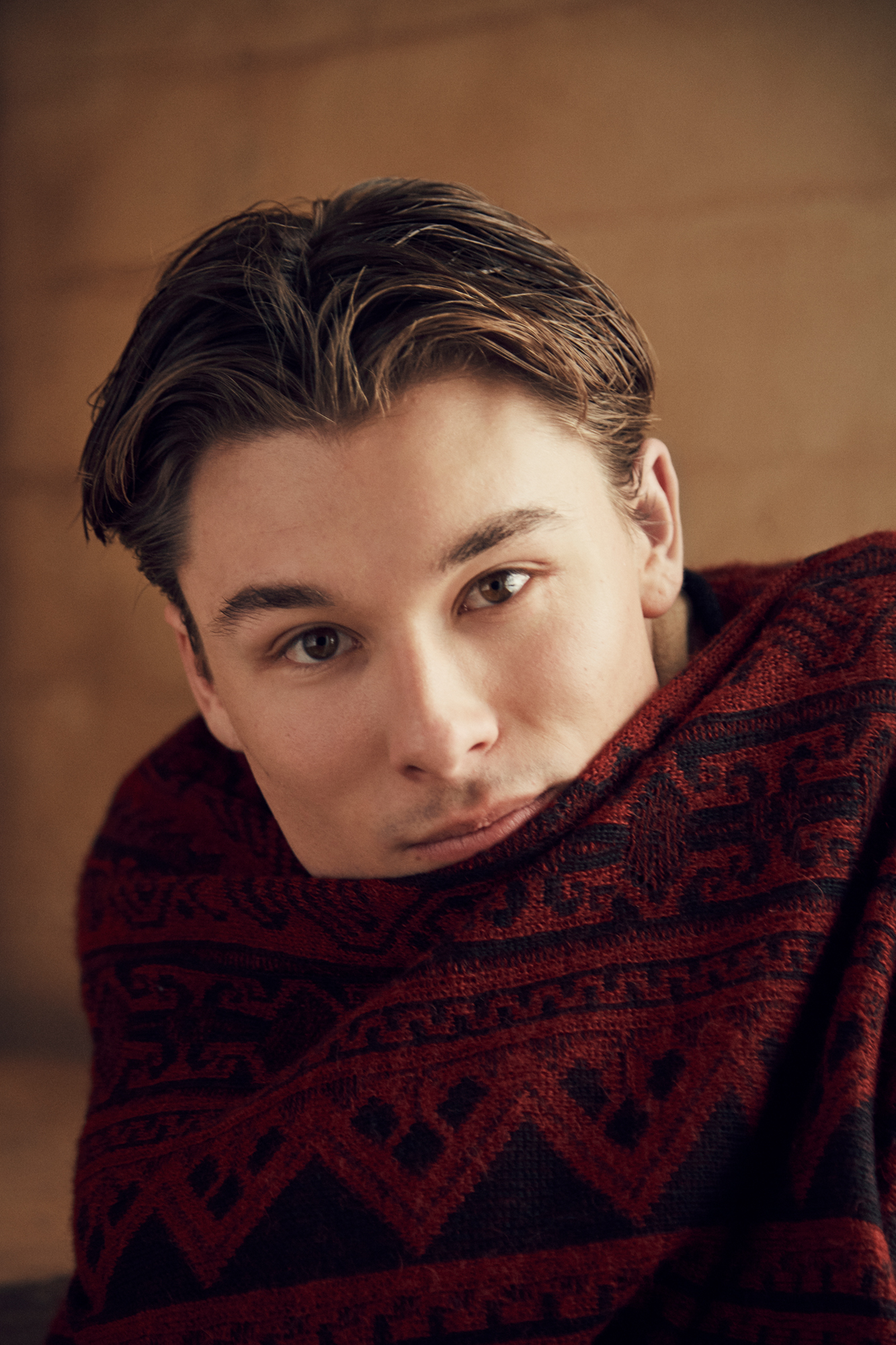
Phillip Lewitski spielt Link

Calgary International Film Festival 2021
- Nominierung im Canadian Narrative Competition[12]

Canadian Screen Awards 2022
- Nominierung als Bester Film
- Nominierung für das Beste Drehbuch (Bretten Hannam)
- Nominierung als Bester Hauptdarsteller (Phillip Lewitski)
- Auszeichnung als Bester Nebendarsteller (Joshua Odjick)
- Nominierung für das Beste Casting (Stephanie Gorin)[13][14]

Cleveland International Film Festival 2022
- Nominierung im International Narrative Competition (Bretten Hannam)[15]

Palm Springs International Film Festival 2022
- Lobende Erwähnung beim New Voices/New Visions Grand Jury Prize (Bretten Hannam)[16]

Seattle International Film Festival 2022
- Nominierung als Bester Film für den Grand Jury Prize (Bretten Hannam)[9]